# Pueblo bidiyo
El pueblo bidiyo,  también llamado bidio o bidyo por sus vecinos kenga, forma parte del complejo étnico de pueblos hadjarai. Sus 61.000 miembros habitan en los territorios entre Mongo y los montes de Abou Telfane, al norte de la subprefectura de Guéra, en el centro de Chad. Sus principales recursos económicos provienen de la agricultura y el pastoreo de ganado ovino, bovino, caprino y caballar.

## Idiomas
El idioma primario es el bidiyo, una lengua chadiana del filo lingüístico afroasiático. Poseen los dialectos bidio, bidiyo, oboyguno, bidio, bidiya, bidiyo-waana, bidyo, bigawguno, garawgino, jekkino, kafila, kofilo, nalguno, niergui, tounkoul y zerli.

## Sociedad

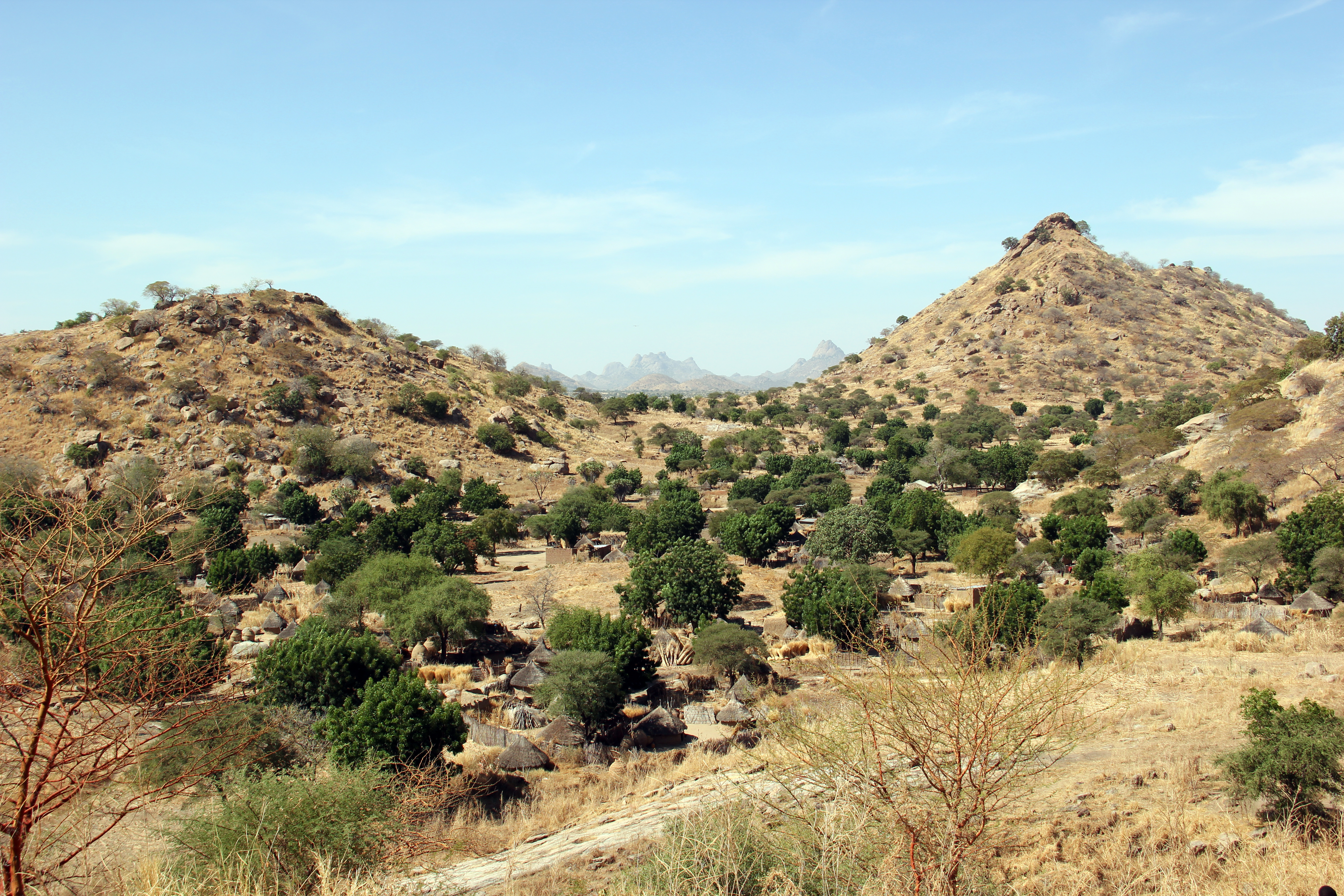
Aldea tradicional del complejo étnico hadjaraï en la región de Guéra, Chad

La población bidiyo está repartida en unas 45 aldeas en territorios de la región y departamento de Guéra, subprefectura de Mongo, sur de Mongo y oeste de Abou Telfane. También en el departamento de Abtouyour, subprefectura de Bitikine, cantón de Arabe Imar en unas 100 aldeas. Los jefes de aldea están subordinados al jefe de cantón (sultán) que reside en la aldea de Niergui.
La sobrevivencia en una región sumida en la pobreza obliga a una práctica comunitaria y solidaria en la utilización de recursos para la salud, la educación y el sustento diaria. Informes antropológicos advierten las dificultades que en algunos casos presenta la comunicación entre aldeas por la superposición de dialectos, que si bien responden a la lengua principal bidiya, no siempre son del todo inteligibles entre las diferentes aldeas. El árabe chadiano es utilizado en muchas ocasiones como lengua franca, sobre todo en los mercados locales donde llevan sus productos para intercambiar por aquellos que no producen y sí proveen las caravanas de comerciantes de Chad.
La vida cotidiana transcurre en el campo donde junto a las tareas agrícolas y ganaderas, una parte de la población se dedica al tejido de productos de paja.

## Religión
La gran mayoría de los bidiyo son musulmanes suníes.